# Tổng hội Cơ khí Việt Nam
Tổng hội Cơ khí Việt Nam là một tổ chức xã hội - nghề nghiệp của những tổ chức chuyên ngành và những người nghiên cứu, giảng dạy và sản xuất, kinh doanh trong lĩnh vực kỹ thuật cơ khí tại Việt Nam.
Tổng hội Cơ khí Việt Nam được thành lập tại Đại hội đầu tiên ngày 29/09/2007 tại Hà Nội. Tiền thân của Tổng hội là Hội Khoa học kỹ thuật cơ khí Việt Nam .

## Lãnh đạo
- Chủ tịch: TS. Đỗ Hữu Hào - nguyên Thứ trưởng Bộ Công thương Việt Nam
- Phó chủ tịch kiêm Tổng thư ký: Tạ Quang Mai
- Phó chủ tịch: PGS, TS. Thiếu tướng Nguyễn Ngọc Chương - nguyên Phó Tổng cục trưởng Tổng cục Công nghiệp Quốc phòng Việt Nam
- Phó chủ tịch: GS., TSKH Bành Tiến Long - nguyên Thứ trưởng Bộ Giáo dục và Đào tạo